# Tarerach
Tarerach (em catalão:  Tarerac) é uma comuna francesa na região administrativa da Occitânia, no departamento dos Pirenéus Orientais. Estende-se por uma área de 8.16 km², e possui 45 habitantes, segundo o censo de 2018, com uma densidade de 5.5 hab/km².